# Мечинагар
Мечинагар (непальск. मेचीनगर) — город и муниципалитет на юго-востоке Непала. Расположен в районе Джхапа, который входит в состав зоны Мечи Восточного региона страны.
Расположен на правом берегу реки Мечи, через которую здесь имеется мост, на границе с индийскими штатами Бихар и Западная Бенгалия. Важный погранпереход на непальско-индийской границе. Муниципалитет был образован путём слияния крупных населённых пунктов Дулабари и Какарбхитта, а также нескольких деревень.
По данным переписи 2011 года население муниципалитета составляет 57 545 человек, из них 27 588 мужчин и 29 957 женщин.